# Fontana degli Incanti

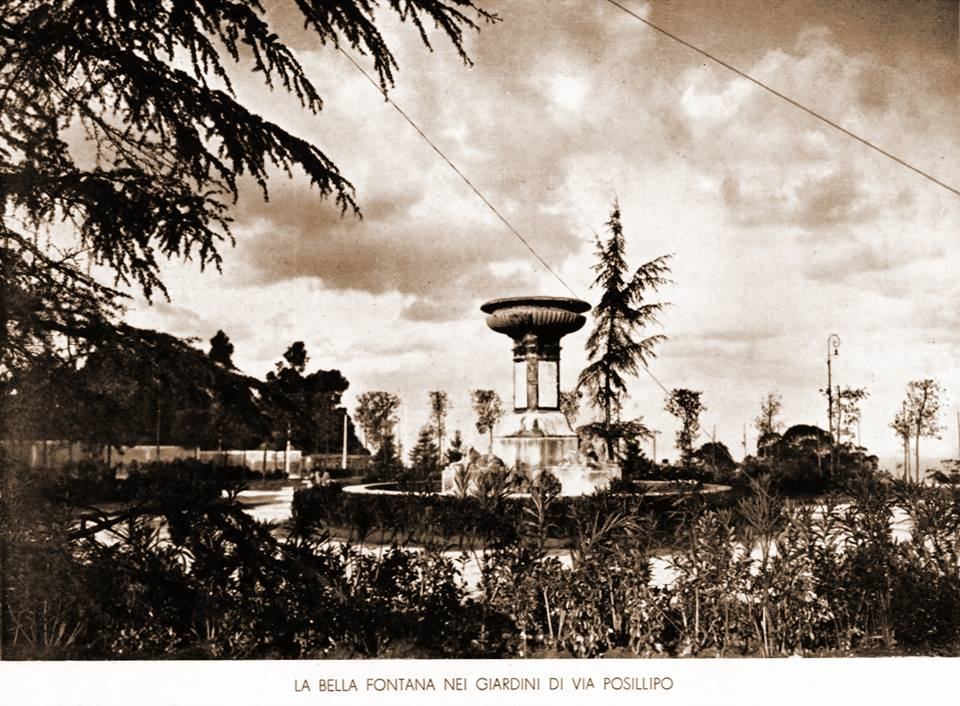
La fontana in una foto del 1929 circa

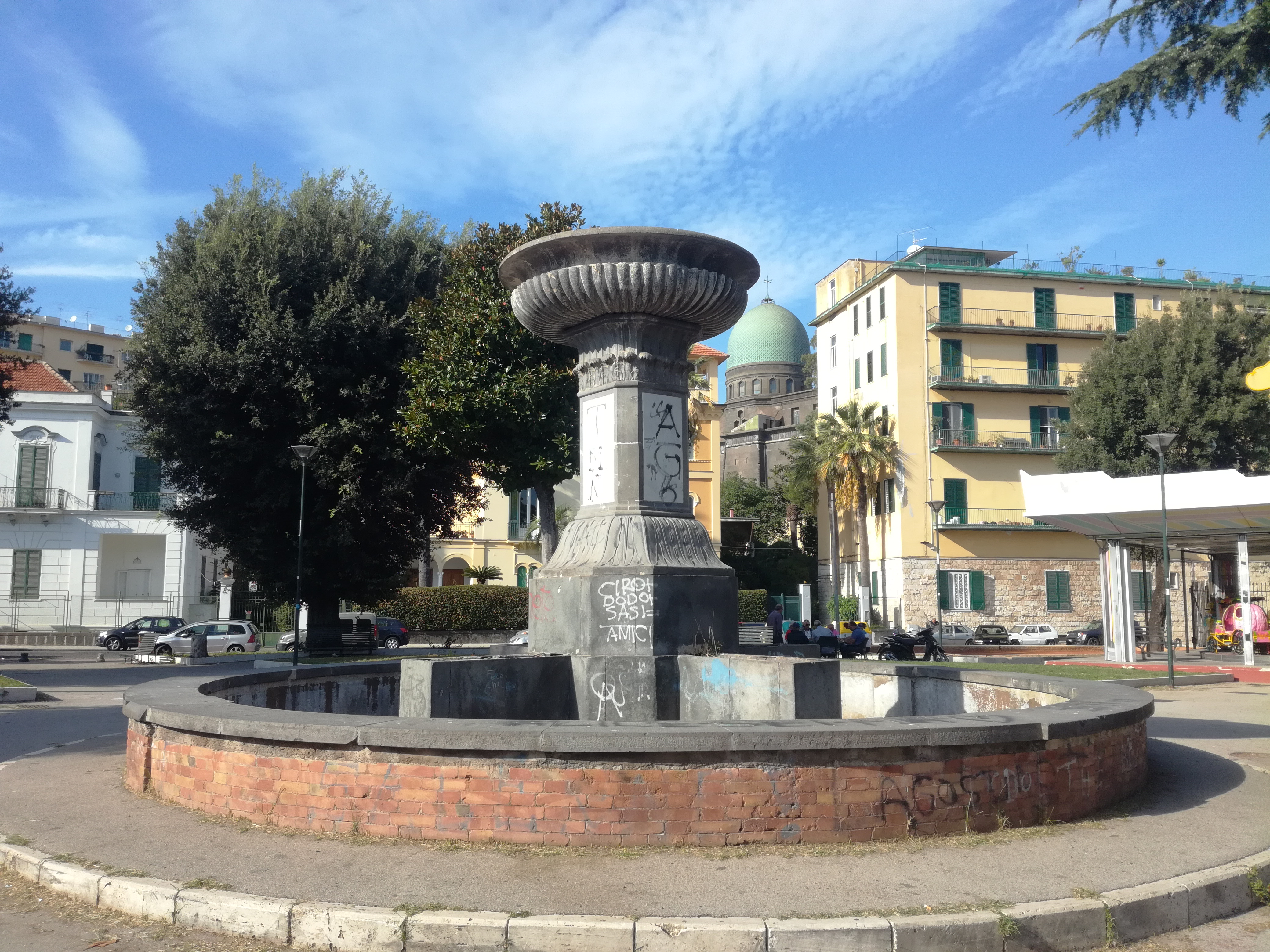
La fontana (nel 2017, prima dei restauri e dell'aggiunta dei leoni ritrovati a distanza di 40 anni nei depositi del Maschio Angioino)

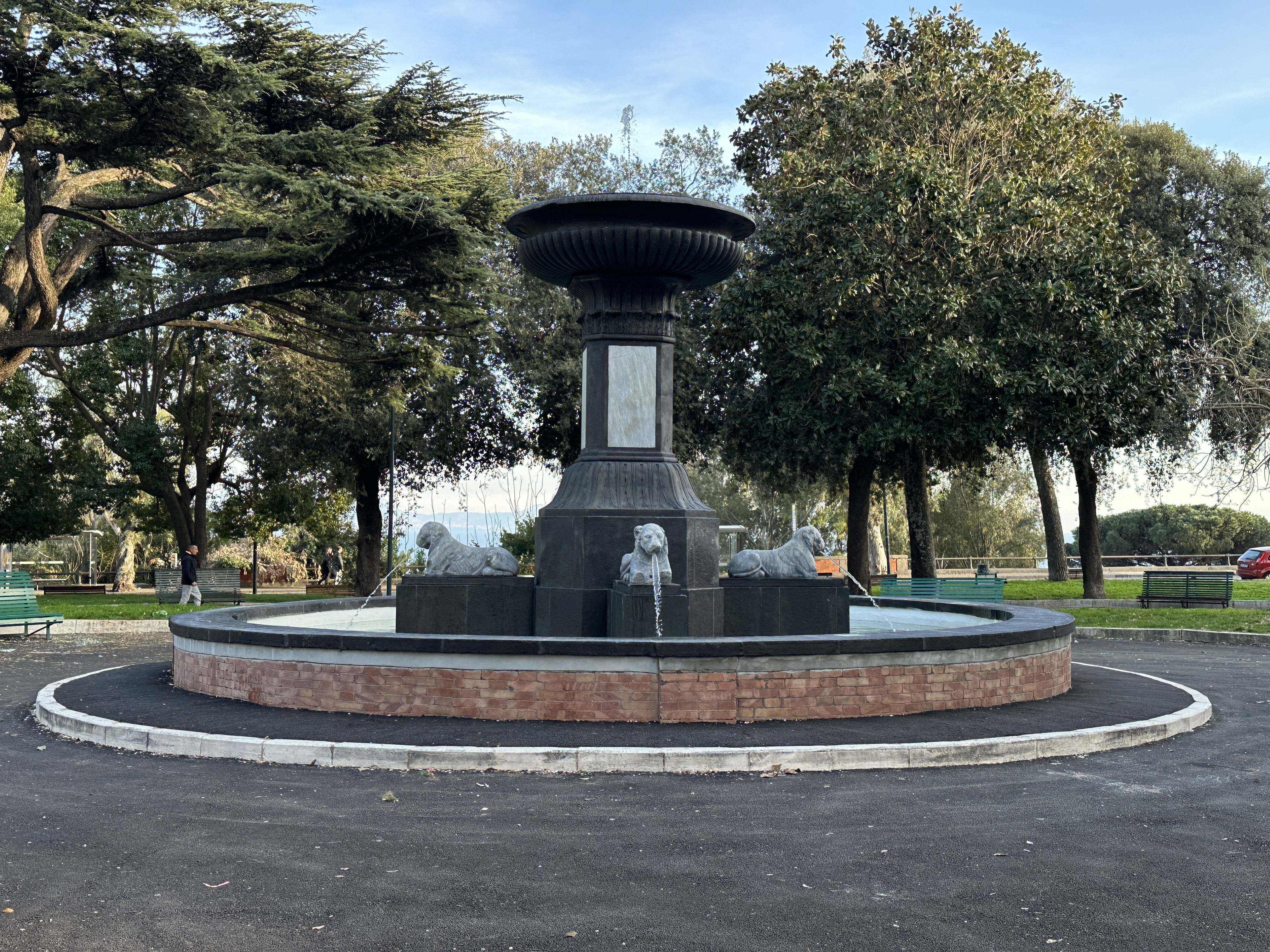
La fontana nel 2025

La fontana degli Incanti (detta anche fontana della Cöccövàja) è una fontana di Napoli ubicata in piazza Salvatore Di Giacomo, a Posillipo.

## Storia
La fontana fu costruita nel XVI secolo in piazza dell'Olmo (successivamente Piazza del Porto o del Mercato di Porto), a metà strada tra le attuali piazza Bovio e Piazza Municipio, ovvero nella attuale Via Alcide de Gasperi; la sua storia cominciò quando il viceré Pedro Álvarez de Toledo volle realizzare una struttura idrica per l'approvvigionamento degli abitati del luogo. Fu disegnata da Giovanni da Nola, ma al rifacimento di alcune parti andate distrutte partecipò anche lo scultore Annibale Caccavello che scolpì la statua di Venere.
Danneggiata nei tumulti di Masaniello, la fontana venne riportata al nuovo splendore con i rifacimenti di alcune parti realizzate da Francesco Castellano e Antonio Iodice, sotto la supervisione di Francesco Antonio Picchiatti; riparata più volte nel corso del XVIII secolo, nel 1834, l'architetto Pietro Bianchi (l'autore della basilica di San Francesco di Paola) la ricostruì del tutto. La fontana, scampata alle demolizioni del Risanamento, venne smontata e all'inizio del XX secolo ricostruita nell'attuale piazza.

## La struttura
Ad oggi, la struttura si presenta priva delle aggiunte ottocentesche del Bianchi che aveva sistemato sul basamento ottagonale; dal basamento s'innalza un pilastro decorato con capitelli floreali sul quale è poggiata una tazza. È prossimo il restauro della fontana con la ricollocazione dei maestosi leoni, ritrovati a distanza di 40 anni nelle segrete del Maschio Angioino (aprile 2024) .

## Curiosità
È chiamata "degli Incanti" perché si narra che una potente strega della città, usasse frequentemente l'acqua della fontana per i suoi incantesimi; ed è anche detta della Cöccövàja poiché nel XVI secolo, quando fu scolpito lo stemma del viceré, il popolo vedeva lo stemma come la sagoma di una civetta (dal latino Cocovàja significa civetta).